# Peter Keith

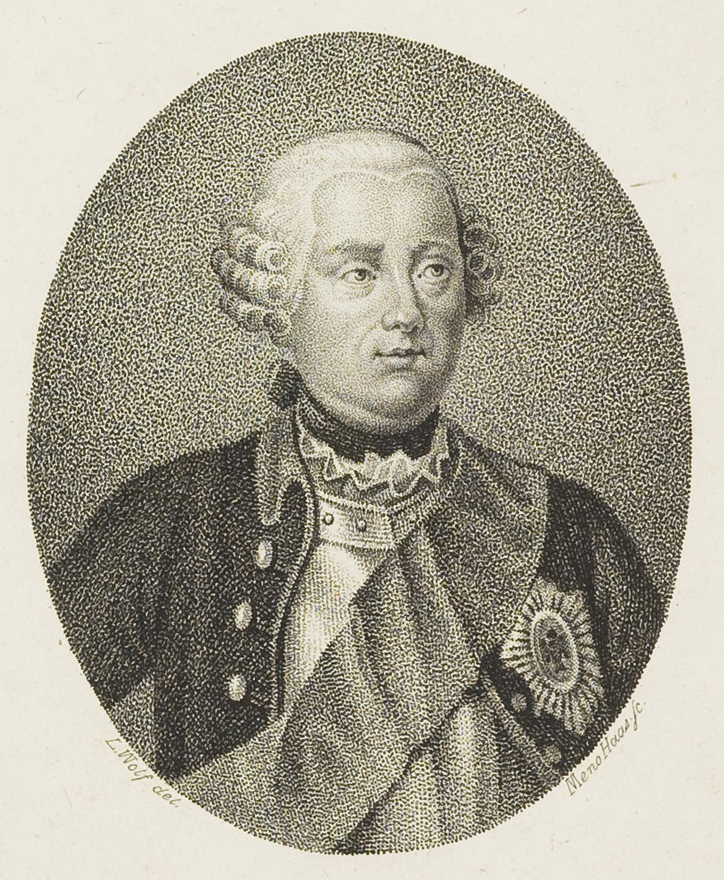
Peter Karl Christoph von Keith

Peter Karl Christoph von Keith (Poborowo, 24 mei 1711 - 27 december 1756) was page en vertrouweling van Frederik II van Pruisen.
De naam “Keith” duidt op Schotse afkomst: zijn familie emigreerde via Zweden naar Pruisen.
Von Keith was page van kroonprins Frederik II van Pruisen. Hij had de rang van luitenant. Vanwege zijn te nauwe vriendschap met de kroonprins, liet de koning hem verplaatsen naar het 31e infanterieregiment te Wesel onder leiding van kolonel Friedrich Wilhelm von Dossow.
In 1730 wist hij van het plan van Frederik II om uit Pruisen naar Frankrijk te vluchten. Toen het plan ontdekt werd, stuurde Frederik een briefje met
"Sauvez Vous – Tout est découvert" – Red U - alles is ontdekt
Keith ontsnapte met hulp van de Engelse ambassadeur Philip Stanhope, 4. Earl of Chesterfield naar Engeland. Van daar trok hij met admiraal John Norris naar Portugal, waar hij majoor werd bij de cavalerie. Te Wesel werd hij bij verstek veroordeeld tot de dood door ophanging.
Nadat Frederik II in 1740 de troon bestegen had, keerde Keith terug naar Pruisen. Hij trouwde met de dochter Adriane van minister Friedrich Ernst zu Innhausen und Knyphausen.
In 1744 werd hij erelid en in 1747 curator van de Pruisische Academie van Wetenschappen. Hij vond zijn jaarwedde van 1200 Taler maar min.